# Chronologie des faits économiques et sociaux dans les années 1460
Chronologie de l'économie
Années 1450 - Années 1460 - Années 1470

## Événements
- 1460 : fondation de la première bourse internationale à Anvers[1].
- 1461-1483 : le budget de l’État du royaume de France sous Louis XI dépasse les 100 tonnes d’équivalent argent[2] (135 tonnes en temps de guerre). L’impôt direct fournit la majorité des fonds au détriment du domaine royal. La politique économique de Louis XI tend, par une centaine d’actes officiels, « à faciliter le commerce et la vie productive en général, à empêcher l’exportation des métaux précieux, à réserver aux opérateurs français une part bien déterminée du trafic, à nuire à divers ennemis en agissant sur les échanges ». Le roi bénéficie d’une excellente conjoncture. Le poids des impôts peut s’accroître fortement (il triple en Anjou en vingt ans) et demeurer supportable et toléré[3]. L’armée s’accroît (la cavalerie passe de 1 700 lances de quatre combattants à 4 000 lances à la fin du règne, soit 16 000 combattants). L’ensemble du corps de bataille, outre les lanciers, peut monter en cas de guerre à 60 000 hommes. La France dispose de la première armée du monde, équipée de canons modernes[4].
- 1461 : découverte des mines d’alun de la Tolfa, dans les États pontificaux[5]. Par la bulle In Cœna Domini du 7 avril 1463, Pie II réussit à imposer à tous les marchands chrétiens d’acheter l’alun romain plutôt que l’alun oriental et consacre le revenu de ces ventes à financer une croisade[6].
- 1464 :
  - création de la Poste royale par Louis XI en France[7].
  - Lyon obtient du roi de France l’autorisation de recevoir directement le poivre et les épices. Les routes des Alpes (Mont-Genèvre, Mont-Cenis, Petit et Grand Saint-Bernard) se développent au détriment d’Aigues-Mortes et du Rhône[8].
- 1465 : les stocks de métaux précieux en Europe occidentale se montent approximativement à 1 000 tonnes d’équivalent argent (2 000 tonnes en 1340)[2].
- Vers 1465–vers 1500 : phase de hausse des prix en France, particulièrement les prix agricoles ; les prix des produits industriels stagnent[9].
- 1468 : le riz est cultivé dans la plaine de Pise en Italie[10].

- Implication des Florentins dans l’affermage des douanes ottomanes[11].
- Expansion de l’extraction des métaux en Europe centrale (monts Métallifères, Bohême, Carpates, Alpes). De 1460 à 1530 la production quintuple pour l’argent et le cuivre[12], et quadruple pour le fer[13].